# Kneževina Ogrska
Kneževina Ogrska ali Vojvodina Ogrska (madžarsko Magyar Nagyfejedelemség, Velika kneževina Ogrska, bizantinsko grško Τουρκία, Tourkía) je bila najstarejša dokumentirana ogrska država v Karpatskem bazenu, ustanovljena leta 895 ali 896 po ogrski osvojitvi Karpatskega bazena.
Napol nomadski Madžari  so pod vodstvom Árpáda ustanovili plemensko zvezo in se iz Etelköza, njihove prejšnje kneževine vzhodno od Karpatov, preselili v Karpatski bazen.
Zdi se, da je v tem obdobju moč ogrskege velikega kneza začela pojemati, ne glede na njegove vojaške uspehe med napadi po Evropi. Ozemlja ogrskih vojskovodij (poglavarjev) so postala napol neodvisne države, kot na primer domena Gyule mlajšega v Transilvaniji. Ogrska ozemlja so bila ponovno združena šele pod Štefanom I. Napol nomadski Madžari so se ustalili in plemenska ureditev se je začela spreminjati v državno. V drugi polovici 10. stoletja se je začelo med Madžari širiti krščanstvo. S kronanjem Štefana I. v Esztergomu na Božič leta 1000 (ali 1. januarja 1001) se je ogrska kneževina pretvorila v krščansko Ogrsko kraljestvo.
Madžarsko zgodovinopisje obdobje od leta 896 do 1000 imenuje "obdobje kneževine".

## Ime
Etnonim ogrske plemenske zveze je negotov. Po enem od mnenj, ki sledi Anonimusovemu opisu, se je zveza imenovala "Hetumoger" - "Sedem Ogrov" (izvirno "VII principales persone qui Hetumoger dicuntur", "sedem knežjih oseb, ki se imenujejo Sedem Ogrov". Beseda Madžar izvira verjetno iz imena najvidnejšega ogrskega plemena Megyer. Plemensko ime "Megyer" se je pretvorilo v "Magyar" in se začelo nanašati na madžarsko ljudstvo kot celoto.
Pisni viri so Madžare pred osvojitvijo Karpatske kotline, ko so še živeli v stepah vzhodne Evrope, imenovali "Ogri". Leta  837 jih kot "Ungre" omenja Jurij Monah, leta 862 kot "Ungre" Annales Bertiniani in leta 881 kot "Ungare" avtorja Annales ex Annalibus Iuvavensibus. V sodobnih bizantinskih virih, napisanih v grščini, se je ogrska država omenjala kot "Zahodna Turkija", v nasprotju z Vzhodno ali Hazarsko Turkijo. Jud  Hasdai ibn Šaprut je v pismu Jožefu Hazarskemu okoli leta 960 državo poimenoval "dežela Hungrinov", se pravi Ogrov.

## Zgodovina

### Ozadje
Na predvečer prihoda Ogrov/Madžarov okoli leta 895 so v Karpatskem bazenu vladali Vzhodnofrankovska država, Prvo bolgarsko cesarstvo in Velikomoravska kot vazal Vzhodnofrankovske države. Ogri so dobro poznali ozemlje, ker so pogosto služili kot najemniki bližnjih držav, in s svojih roparskih pohodov v zadnjih nekaj desetletjih. Odkar je Karel Veliki leta 803 uničil avarsko državo, je bilo to območje redko poseljeno, zato je priseljevanje Ogrov potekalo mirno in skoraj brez odpora. Priseljevanje pod Árpádovim vodstvom se je začelo leta 895. Kneževino Spodnjo Panonijo, vazala Vzhodnofrankovske države, so Ogri podjarmili okoli leta 899-900, Velikomoravsko pa med letoma 902 in 907. Bivša Kneževina Nitra, ki je bila del Velikomoravske, je postala del ogrske države.  Jugovzhodni deli Karpatske kotline so bili pod oblastjo Prvega bolgarskega cesarstva, vendar so Bolgari zaradi madžarskega pritiska tam izgubili oblast. Naseljevanje  severnega dela Panonske nižine (Solitudo Avarorum), naseljenega z ostanki Avarov, še ni povsem razjasnjeno.

### Vojaški dosežki
Kneževina je bila vojaška država. Pohodi Madžarov so segali od Carigrada do osrednjega Iberskega polotoka. Med letoma 907 in 910 odločno premagali tri velike frankovske vojske. Madžarom je uspelo do leta 955 potisniti svojo mejo z Bavarsko do reke Enns. Po bitki pri Bratislavi ni bila Ogrska iz te smeri napadena naslednjih sto let. Občasni pohodi Madžarov so trajali do leta 970. Pomemben premik v razvoju ogrske kneževine sta povzročila vojaška poraza leta 955 pri Lechfeldu in leta  970 pri Arkadiopolisu.

### Prehodno obdobje
Prehod iz plemensko urejene družbe s poglavarjem na čelu v državno družbo je bil eden najpomembnejših dogodkov v tem času. Madžari so sprva ohranili napol nomadski način življenja in se s svojo živino selili ob rekah med zimskimi in poletnimi pašniki. Po Györffyjevi teoriji,  ki izhaja iz krajevnih imen, je Árpád zimoval verjetno v 'Árpádvárosu  (Árpádovo mesto), ki je zdaj okrožje Pécsa, njegovo poletno bivališče, kar potrjuje Anonimus, pa je bilo na otoku Csepel v sedanji Budimpešti. Po tej teoriji je bilo kasneje njegovo poletno bivališče Csallóköz. Natančna lokacija  glavnega  mesta zgodnje kneževine je sporna. Gyula Kristó domneva, da je bila nekje med Donavo in Tiso. Arheološke najdbe kažejo, da je bilo ob gornji Tisi.
Bizantinski cesar Konstantin VII. v svojem delu De Administrando Imperio, napisanem okoli leta 950, poskuša natančno določiti meje ozemlja Madžarov oziroma Turkije. Konstantin je opisal prejšnje prebivalce Ogrske, npr. Moravce,  zgodnja madžarska naselja in njihove sosede ter lociral madžarske reke Temes, Maros, Körös, Tisa in Tutisz. Konstantin je mnogo bolje poznal vzhodne dele Ogrske, zato po eni od teorij Turkija ni pomenila ozemlja celotne federacije, ampak samo ozemlje  Gyule, čigar pleme se je okoli leta 950  naselilo ob omenjenih petih rekah. Po drugi hipotezi, ki temelji v glavnem na Konstantinovem opisu, so začeli Madžari zahodno Ogrsko (Zadonavsko) poseljevati šele po letu 950, ker je bil vzhodni del države bolj primeren za nomadski način življenja.
Zaradi spremenjenih gospodarskih razmer, nezadostne paše za preživljanje nomadske družbe in nezmožnosti širjenja se je polnomadski način življenja začel spreminjati. Madžari so se ustalili in se usmerili v kmetijstvo, čeprav so bile spremembe opazne že v 8. stoletju. Družba je postala bolj homogena, saj se je lokalno slovansko in drugo prebivalstvo zlilo z Madžari. Plemenski poglavarji in njihovi  nasledniki so ustanovili utrjena središča, ki so kasneje postala središča grofij. Sistem madžarskih vasi se je razvil v 10. stoletju.
Velika ogrska kneza Fajsz in Taksony sta začela reformirati sistem oblasti. V državo sta povabila krščanske misijonarje in začela graditi prve trdnjave. Taksony je opustil staro središče Ogrske kneževine, verjetno ob gornji Tisi, in postavil novi v Székesfehérváru in Esztergomu. Ponovno je uvedel stari način služenja v vojski, spremenil oborožitev vojske in vzpostavil mrežo organiziranih naselij.
Utrjevanje madžarske države se je začelo v času vladavine Géze (vladal od začetka 970. let-997). Po bitki pri Arkadiopolisu je glavni sovražnik Madžarov postalo Bizantinsko cesarstvo. Bizantinska ekspanzija je ogrozila Madžare, saj je bilo podjarmljeno Prvo bolgarsko cesarstvo zaveznik Madžarov. Položaj je postal za kneževino še težji, ko sta Bizantinsko cesarstvo in Sveto rimsko cesarstvo leta 972 sklenili zavezništvo. Leta 973 je dvanajst slavnih madžarskih odposlancev, ki jih je verjetno imenoval Géza, sodelovalo na zboru, ki ga je vodil sveti rimski cesar Oton I. Géza je vzpostavil tesne vezi z bavarskim dvorom, povabil misijonarje in poročil svojega sina z Gizelo, hčerko vojvode Henrika II. Géza iz dinastije Árpád, veliki knez Madžarov, ki je vladal le delu združenega ozemlja, vendar je bil nazivni vladar vseh sedmih madžarskih plemen, je nameraval vključiti Orsko v krščansko zahodno Evropo in državo obnoviti po zahodnem političnem in družbenem modelu. Gézin najstarejši sin Štefan (István, Štefan I. Ogrski, sveti Štefan) je postal prvi ogrski kralj, ko je premagal svojega strica Koppányja, ki je prav tako zahteval ogrski prestol. Štefan je izpeljal združitev Ogrske, ustanovil krščansko državo in jo preoblikoval v evropsko fevdalno monarhijo.

### Pokristjanjenje
Nova ogrska država je mejila na krščanstvo. Krščanstvo  se je v kneževini razširilo v drugi polovici 10. stoletja, ko so tja iz Nemčije prišli katoliški misijonarji. Med letoma 945 in 963 sta glavna nosilca oblasti v kneževini, gyula in kende,  pristala, da prestopita v krščanstvo. Leta 973 so se dali krstiti Géza in vsi člani njegovega dvora. Géza je sklenil formalni mir s Svetim rimskim cesarstvom, venda je tudi po krstu ostal pogan, ker ga je tako vzgojil oče Taksony. Géza je leta 996 ustanovil prvi benediktinski samostan. Med njegovim vladanjem so se Madžari dokončno odrekli svojemu nomadskemu načinu življenja in kneževina je v nekaj desetletjih po bitki pri Lechfeldu postala krščansko kraljestvo.

## Organizacija države
Ogrska družba je imela do leta 907 (ali 904) dvojno oblast, prevzeto morda od Hazarov. Oblast je bila razdeljena med duhovnega kralja, ki so ga naslavljali  "knez", "kan" ali "kende" in vojskovodjo ("gyula"). Za Árpáda in Kurszána ni znano, katero od vlog je imel kdo. Po Kurszánovi smrti je obe vlogi prevzel Árpád in postal izključni vladar kneževine. Konstantin VII. Árpáda imenuje "ho megas Tourkias archon" (veliki knez Turkije). Enako je naslavljal tudi vse druge ogrske kneze iz 10. stoletja. Oblast so  po agnatskem načelu podedovali najstarejši člani vladajočega klana. Veliki knezi Ogrske verjetno niso imeli tako velike moči, kot so je imeli v preteklosti med vojaškimi pohodi na zahod in jug. Viri v prvi polovici 10. stoletja sploh ne omenjajo velikih knezov. Izjema je Taksony, ki je leta 947 omenjen kot vojvoda Ogrske (Taxis-dux, dux Tocsun). Pomembnejšo vlogo so očitno imeli vojskovodje (Bulcsú, Lél). Knezi iz dinastije Árpád so imeli turška imena, tako kot večina ogrskih plemen.

### Naslovi
Kende (v arabskih virih kende, v bizantinskih megas arhon  in v latinskih rex) je bil po letu 907 naslov enega od sokraljev Madžarov, pristojnega verjetno (samo) za verske zadeve.
Gyula (tudi yula, gula, gila, v zahodnih virih magnus princeps, veliki knez) je bil naslov poveljnika vojske ogrske plemenske zveze. Po muslimaskih in bizantinskih virih je bil gyula  v 9. in 10. stoletju drugi najvišji položaj v ogrski plemenski zvezi.
Horca ali harkaj (slovensko sodnik), je bil tretji najvišji položaj v kneževini.

## Prebivalstvo
Ocene števila prebivalcev kneževine v 10. stoletju so zelo različne in se gibljejo od 250.000 do 1.500.000 leta 900. Za življenje madžarskega plemstva v gradovih ni nobenega arheološkega dokaza. Arheologi so odkrili samo eno utrjeno zgradbo iz poznega 9. stoletja - grad Mosapurc. O obstoju gradu pričajo le izkopanine stavb iz 11. stoletja. Izkopavanja v Borsodu kljub temu kažejo, da so prelati in plemiči živeli v kamnitih hišah že v 10. stoletju. Muslimanski geografi so omenjali, da so Madžari živeli v šotorih, revnejši tudi v jamskih bivališčih, obstajajo pa tudi dokazi o bivališčih z več prostori in hišah iz lesa in kamna.